# モハマド・ラスロフ
モハマド・ラスロフ（ペルシア語: محمد رسول‌اف, ラテン文字転写:英語: Mohammad Rasoulof, 1972年11月16日 - ）は、イラン出身の映画監督・脚本家・映画プロデューサー。

## 来歴
シーラーズ大学で社会学の学士号を取得し、テヘランのスーレ大学で映画編集を学んだ後、2001年に映画監督としてデビューする。
2011年、『グッドバイ』が第64回カンヌ国際映画祭「ある視点」部門に出品され、監督賞を受賞。2017年には『ぶれない男』が第70回カンヌ国際映画祭「ある視点」部門で最高賞に当たる「ある視点」賞を受賞。しかし、本作がイラン政府から問題視され、同年にパスポートを没収された。
2020年には『悪は存在せず』が第70回ベルリン国際映画祭で最高賞に当たる金熊賞を受賞したが、同年に「体制に対するプロパガンダ」とみなされた3本の映画で懲役1年と2年間の映画製作禁止の判決を受けて拘束されていたため映画祭に参加することは出来なかった
。
2024年、『聖なるイチジクの種』を発表。マフサ・アミニ抗議運動に揺れるイランを背景に、ある家族の崩壊を描いた本作は、秘密裏に撮影され、ラスロフはほとんどのシーンをオンライン上で監督した。撮影終了後、自作映画でイラン政府を批判したとして、国家安全保障に反する罪により懲役8年、むち打ち、財産没収の実刑判決を受けた。判決確定後、徒歩で国外へ脱出、ドイツへの亡命に成功する。本作は第77回カンヌ国際映画祭で上映され、特別賞を受賞。第97回アカデミー賞ではドイツ代表作品として国際長編映画賞にノミネートされた。

## フィルモグラフィ

### 映画
| 年   | 題名                                          | 役割             |
| ---- | --------------------------------------------- | ---------------- |
| 2002 | The Twilight                                  | 監督・脚本       |
| 2005 | Iron Island                                   | 監督・脚本・製作 |
| 2009 | The White Meadows                             | 監督・脚本・製作 |
| 2011 | グッドバイ Goodbye                            | 監督・脚本・製作 |
| 2013 | Manuscripts Don't Burn                        | 監督・脚本・製作 |
| 2017 | ぶれない男 The Man of Integrity               | 監督・脚本・製作 |
| 2020 | 悪は存在せず There Is No Evil                 | 監督・脚本・製作 |
| 2024 | Seven Days                                    | 脚本             |
| 2024 | 聖なるイチジクの種 The Seed of the Sacred Fig | 監督・脚本・製作 |